# Watermolen van Eikevliet
De Watermolen van Eikevliet is een voormalige getijdenmolen op de Vliet in de tot de Antwerpse gemeente Bornem behorende plaats Eikevliet, gelegen aan de Désiré van Hoomissenstraat 46.
Deze molen van het type onderslagmolen fungeerde als korenmolen en schorsmolen.

## Geschiedenis
Omstreeks 1450 werd een molen op deze plaats opgericht. Rond 1580 werd deze molen, tijdens de godsdiensttwisten, in brand gestoken. Omstreeks 1612 werd de molen hersteld en weer in gebruik genomen.
In 1701 brandde de molen opnieuw af, nu door broei in de voorraad gemalen schors. In 1765 kwam de molen in bezit van de familie d'Ursel. In 1892 werd de molen verkocht door Caroline Chantal d'Ursel. De molen was al in 1889 uit bedrijf genomen en in 1900 werd een stoommaalderij ingericht.

## Gebouw
Het molenhuis werd verbouwd tot woning. De kern van het gebouw dateert van ergens tussen de 17e en 18e eeuw.